# Conferência Geral de Pesos e Medidas
A Conferência Geral de Pesos e Medidas (em francês:  Conférence générale des poids et mesures, CGPM) é uma das três organizações criadas para avaliar e gerir o Sistema Internacional de Unidades (SI) nos termos da Convenção do Metro (1875). Reúne-se em Paris cada quatro ou seis anos.
Em 2002 a CGPM representava 51 estados-membros e dez observadores.

## Encontros da CGPM
- 1889 – quilograma definido como unidade de massa do Protótipo internacional do quilograma (IPK) feito de platina-irídio e mantido no Escritório Internacional de Pesos e Medidas (em francês:  Bureau international des poids et mesures), Sèvres, França. Sancionado o protótipo internacional do metro.
- 1897
- 1901 – Litro redefinido como o volume de 1 kg de água. Esclarecimento que quilogramas são unidades de massa, peso padrão definido, aceleração padrão da gravidade definida fortalecendo o uso de gramas-força e fazendo os bem-definidos.
- 1907 – quilate = 200 mg adotado.
- 1913 – Proposição da Escala de Temperatura Internacional.
- 1921 – Convenção do Metro Revisada.
- 1927 – Comitê Consultivo de Eletricidade (CCE) criado.
- 1933 – necessidade de unidade elétrica absoluta identificada.
- 1948 – ampère, coulomb, farad, henry, joule, newton, ohm, volt, watt, weber definidas. Escolhido grau Celsius entre os três nomes em uso. Letra L minúscula  adotada como símbolo para litro. Letra H minúscula adotada como símbolo para hora. Ambos vírgula e ponto são aceitos como marcadores decimais. Mudados os símbolos para o estere e segundo.[1]
- 1954 – kelvin, atmosfera padrão definidos. Sistema Internacional de Unidades (metro, quilograma, segundo, ampère, kelvin, candela) iniciado.
- 1960 – metro redefinido em termos de comprimento de onda da luz. Hertz, lúmen, lux, tesla adotados. Deu-se a sigla SI ao Système International d'Unités, o sistema métrico modernizado. Prefixos pico-, nano-, micro-, mega-, giga- e tera- confirmados.
- 1964 – definição original de litro = 1 dm³ restabelecida. Prefixos atto- e femto-.
- 1967 – segundo redefinido como a duração de 9 192 631 770 períodos de radiação correspondentes à transição entre dois níveis hiperfinos do estado padrão de um átomo de césio-133 à temperatura de 0 K. Grau Kelvin renomeado para kelvin. Candela redefinido.
- 1971 – nova unidade SI básica mol definida. Pascal, siemens aprovada.
- 1975 – prefixos peta- e exa-. Unidade radiológicas gray e becquerel.
- 1979 – candela, sievert definidos. Ambos l e L  provisioriamente permitidos como símbolos para litro.
- 1983 – metro redefinido em termos da velocidade da luz, mas mantém o mesmo tamanho.
- 1987 – valores convencionais adotados para a constante de Josephson, KJ, e a constante de von Klitzing, RK, preparação para um caminho para definições alternativas para o ampère e quilograma.
- 1991 – novos prefixos yocto-, zepto-, zetta- e yotta-.
- 1995 – unidades SI suplementares (radiano e esferorradiano) tornaram-se unidades derivadas.
- 1999 – nova unidades SI derivadas, o katal = mol por segundo, para expressar atividade catalítica.
- 2003 – ambos o ponto e a vírgula são reafirmados como marcadores decimais.[2]
- 2018 – o quilograma é redefinido em termos da constante de Planck.
- 2022 – quatro novos prefixos são adotados: quecto-, ronto-, ronna- e quetta-.[3][4]